# Simone Toftdahl Pedersen
Simone Toftdahl Pedersen (født 19. februar 1993 i København) er en dansk håndboldspiller, som spiller for Roskilde Håndbold. Hun har tidligere optrådt for FIF, HC Odense og Nykøbing Falster Håndboldklub.